# 欧文·克里斯托
欧文·克里斯托（英語：Irving Kristol，1920年1月22日—2009年9月18日），美国记者，被称为“新保守主义教父”。作为各种杂志的创始人、编辑和撰稿人，他在20世纪后半叶的知识和政治文化中发挥了重要作用。 死后，《每日电讯报》将他描述为“也许是（二十）世纪后半叶最重要的公共知识分子”。其子比尔·克里斯托曾担任美国副总统丹·奎尔的幕僚长。